# Mira Lanza
La Mira Lanza (nota in alcuni casi anche come Miralanza) è stata una storica azienda italiana che produceva candele steariche, saponi e detersivi.

## Storia
La Mira Lanza S.A. (o Miralanza) nacque, il 9 maggio 1924, dalla fusione di due antiche aziende italiane: la veneziana Fabbrica di candele di Mira e la torinese Premiata Reale Manifattura di saponi e candele steariche fratelli Lanza, già compresa nelle più note fabbriche della capitale piemontese nei primi anni trenta del XIX secolo.

### Fabbrica di candele di Mira
Le origini più remote risalgono al 1831, quando a Mira venne impiantata una fabbrica di candele steariche, che in seguito rivolse la sua produzione anche a quella di acido solforico. La fabbrica venne installata dal visconte De Blangi con i capitali che furono forniti dal commerciante triestino Pietro Macchi e dalla Fabbrica Cere di Trieste. Nel 1880 la fabbrica, oltre alle candele, produceva già 1 200 tonnellate annue di sapone e dava occupazione a 120 persone. Nel 1905 la "Fabbrica di candele di Mira" venne trasformata in società anonima e quotata alla borsa di Milano. Nel 1917 la società avvia le trattative per l'acquisizione dello stabilimento "Colla e Concimi" di Roma, una fabbrica di prodotti chimici situata sul Tevere nei pressi di Lungotevere dei Papareschi, non lontano dal Ponte dell'Industria, che era stata attiva dal 1899 al 1912. Le trattative per l'acquisizione vennero completate nel 1918, avviando nella capitale un'attività industriale riutilizzando in parte le strutture già esistenti. Inizialmente l'acquisto avvenne per la vicinanza dello stabilimento di Mira alla linea del fronte ma in seguito la scelta di uno stabilimento a Roma si rivelò strategica per meglio misurarsi con la concorrenza, con un ampliamento delle strutture, con la costruzione a più riprese negli anni successivi di nuovi edifici fino a occupare un'area di circa 9 ettari a ridosso del Tevere.

### Premiata Reale Manifattura di saponi e candele steariche fratelli Lanza
Quasi contemporaneamente alla Fabbrica di candele di Mira a Torino nel 1832 veniva impiantata per opera dei Fratelli Giovanni e Vittorio Lanza la "Reale Manifattura di saponi e candele steariche fratelli Lanza" dove ha ora sede l'Ospedale Molinette. La fabbrica venne definita da Cavour industria prioritaria del Regno di Sardegna. Nel 1905 in seguito alla fusione con l'"Oleificio Lombardo-Piemontese T. Ovazza" la fabbrica cambia la propria denominazione in "S.A. Stearinerie e Oleifici Lanza".
Nel 1873 a Rivarolo, non lontano da Genova l'industriale Erasmo Piaggio, con Luigi Bottaro e Pasquale Pastorino, fondava la "Fabbrica Candele Steariche, Sapone e Acido Solforico L. Bottaro e C." i cui destini si sarebbero in futuro incrociati con la "Fabbrica di candele di Mira" e la fabbrica dei Fratelli Lanza. La società, nel 1888, quando contava un centinaio di addetti, venne acquistata dalla Stearineria italiana di Milano cambiando la sua denominazione nel 1889 in "Società Anonima Stearineria Italiana" con Erasmo Piaggio presidente. In seguito a un incendio che nel 1903 colpisce l'azienda, la stearineria viene posta in liquidazione e nel 1904 viene rilevata da una nuova società sempre controllata dai Piaggio, la "Stearinerie Italiane", di cui sono amministratori delegati Giuseppe Piaggio e Giuseppe Bafico. La nuova società avvia un processo di ricostruzione con ampliamento degli impianti e dotazione di macchinari moderni. Nel 1907 avviene la fusione tra la fabbrica di Piaggio e la fabbrica dei Fratelli Lanza. La nuova società assume la denominazione di "Unione Stearinerie Lanza" con stabilimenti a Torino, Rivarolo Ligure e Roma, con lo stabilimento di Rivarolo che viene ulteriormente ampliato con l'acquisizione di un'area confinante di circa 3500 metri quadrati. Nel 1912 un altro incendio colpisce l'azienda, ma anche in questo caso la ricostruzione è rapida e fornisce l'occasione di un ammodernamento permettendo già nel 1913 allo stabilimento di Rivarolo di superare i livelli di efficienza precedenti.

### Mira Lanza
Al termine della prima guerra mondiale dopo un periodo di aspra concorrenza tra l'"Unione Stearinerie Lanza" e la "Fabbrica di Candele di Mira" viene sancita la fusione delle due società e la nascita della "Mira Lanza società anonima" nel maggio 1924. La sede della società venne stabilita a Genova, nei pressi della Saponerie Riunite di Cornigliano, su decisione dell'industriale Erasmo Piaggio, proprietario di quest'ultima e comproprietario della Fratelli Lanza. La "Saponerie Riunite" inizialmente non entrò a far parte della Mira Lanza, in cui sarebbe confluita solamente nel 1939. A siglare la fusione delle società furono l'ingegnere Costantino Moretti per la Mira, il cavaliere Michele Lanza e Giuseppe Piaggio (figlio del senatore Erasmo) per la Lanza. Moretti venne nominato presidente e Piaggio vicepresidente. La Mira Lanza poteva disporre di stabilimenti a Genova, Rivarolo, Mira, Roma e Napoli. In seguito, alla morte nel 1930 di Giuseppe Piaggio e nel 1932 del padre, il senatore Erasmo, la direzione passa al fratello di Giuseppe, l'ingegnere Rocco Piaggio.
Nel 1926 la società venne quotata in Borsa a Milano, ma la quotazione in borsa non fu sufficiente per attingere ai capitali necessari per sostenere la continua espansione dell'azienda, così che richiede capitali in continuazione, e nel 1927, nel capitale della Mira Lanza subentra la Banca Commerciale Italiana con l'amministratore delegato della Banca Giuseppe Toeplitz che assume la carica di presidente della Mira Lanza dal 1927 al 1934. In seguito alla legge, che impone la separazione tra banche e società d'investimento industriale, la partecipazione della Comit passa alla Sofindit, che nel 1933 sarebbe confluita nell'IRI.
Alla fine anni venti nei suoi cinque stabilimenti la Mira Lanza dava lavoro a 158 impiegati e oltre 1 200 operai. L'espansione dell'azienda era favorita dalla stabilizzazione della lira degli anni trenta e dalla fine della conflittualità sindacale che aveva caratterizzato la prima parte degli anni venti. I numerosi depositi sparsi nel territorio nazionale assicuravano una rete vendita capillare in tutta Italia. Nel corso degli anni trenta nello stabilimento di Rivarolo tra le produzioni della Mira Lanza c'era quella del sapone Palmolive.
Nel corso della seconda guerra mondiale vennero chiusi gli stabilimenti di Torino, Napoli e Genova Cornigliano. Gli stabilimenti di Mira e Rivarolo vennero potenziati e la sede centrale, per cause belliche, dopo il bombardamento di Genova del febbraio 1942 venne trasferita temporaneamente da Genova a Mira. La guerra creò anche problemi di coordinamento tra fabbriche e sezioni vendite sul territorio. Alla fine della guerra gli stabilimenti principali di Mira e Rivarolo erano rimasti intatti, e la fabbrica di Roma solo lievemente danneggiata.
Nel secondo dopoguerra vengono definitivamente chiusi gli stabilimenti di Torino, Napoli e Genova. Nel 1947 muore il cavaliere Lanza e nel 1948 l'ingegnere Rocco Piaggio lascia la presidenza: nel 1949 Andrea Maria Piaggio venne perciò nominato vicepresidente e il capitale ripassa interamente agli eredi della famiglia Piaggio. Nel 1955 viene chiuso anche lo stabilimento di Roma Portuense e la produzione viene concentrata negli stabilimenti di Rivarolo e Mira.
Nel 1964 nello stabilimento di Mira venne aperto il "Centro Ricerche & Sviluppo" dedicato alle tecnologie di produzione dei detersivi, anche se da decenni le attività di ricerca venivano effettuate nella sede di Genova o direttamente negli stabilimenti.
Nel 1966 fu inaugurato lo stabilimento di Pontinia, in provincia di Latina, sito sulla Via Appia in località "Mesa", sfruttando le agevolazioni della Cassa per il Mezzogiorno.
La Mira Lanza arrivò a detenere la leadership della produzione di detersivi in Italia negli anni sessanta e settanta. I personaggi che pubblicizzavano storicamente i prodotti Mira Lanza su Carosello erano Calimero e l'olandesina, con il presentatore Corrado come testimonial.
Molto popolare e diffusa nelle famiglie italiane fu la raccolta dei punti premio che si trovavano nelle confezioni dei prodotti, sotto forma di figurine di cartoncino; questi punti venivano conservati e sommati per ottenere oggetti regalo casalinghi da scegliere su un apposito catalogo.
Nel 1972 Andrea Maria Piaggio, amministratore delegato della Mira Lanza dal 1959, venne arrestato su ordine dal giudice Giovanni Tamburino nell'ambito dell'inchiesta sulla Rosa dei venti e detenuto nel carcere di Trento. Andrea Maria Piaggio morì a Monte Carlo nel febbraio 1979, dove risiedeva da due anni. In conseguenza di ciò e della crisi che l'aveva colpito il Gruppo Piaggio venne smembrato. La cantieristica venne rilevata dall'IRI finendo sotto il controllo di Fincantieri, l'immobiliare Vittoria e la Mira Lanza passarono al gruppo Bonomi, l'Industria Zuccheri al gruppo Montesi, e la Navigazione Alta Italia alla famiglia Lolli Ghetti.
Nel 1981, Anna Bonomi Bolchini, a capo del gruppo, si ritirò dalla gestione diretta affidandola al figlio Carlo Bonomi. Durante la gestione di Carlo Bonomi che era innanzitutto un finanziere e non un industriale, la Mira Lanza finì per essere progressivamente marginalizzata all'interno del gruppo Bonomi, fino alla cessione alla Montedison, avvenuta nel mese di maggio 1984, quando il gruppo Bonomi decise di concentrarsi sul settore immobiliare e assicurativo. Nel 1985 divenne irreparabile il contraccolpo subito dal Gruppo Bonomi, in seguito alla scalata alla "Bi-Invest", holding del Gruppo Bonomi, da parte del presidente di Montedison Mario Schimberni in quella che è considerata la prima scalata della borsa milanese. La Bi-Invest era uno dei partner di Gemina, che in quel periodo era il principale azionista proprio di Montedison. Intanto quest'ultima vide l'ingresso di nuovi soci e in particolare del gruppo Ferruzzi che, guidato da Raul Gardini, venne ad assumere una posizione via via predominante tramite gli acquisti in Borsa e nel 1987 deteneva più del 40% del capitale, diventando il socio di comando. Nel giugno di quell'anno Gardini trasferiva tutto il pacchetto di controllo azionario della Mira Lanza al gruppo Ferruzzi e il nuovo consiglio di amministrazione era interessato prioritariamente all'utilizzo della rete distributiva Mira Lanza in Italia per i marchi del gruppo Kaysenberg (prodotti carta uso domestico Lotus), controllato dalla Ferruzzi. Alla fine 1988 la quota di mercato della Mira Lanza nei detersivi per lavatrice crollava a meno del 10% rispetto al 14% del 1985 mentre per i detersivi per capi fini la quota di mercato scendeva a poco più 25% contro 41% sempre del 1985; entrambi i mercati erano in crescita, specialmente quello dei detersivi liquidi, ma la Mira Lanza pagava rispetto alla concorrenza la carenza di investimenti.
Nel novembre 1988 la Ferruzzi cedette la Mira Lanza all'azienda tedesco-olandese "Benckiser" e la Mira Lanza, seppure fosse ormai solo una filiale di questa multinazionale, diventò un attore di rilievo nel settore dei detergenti in Europa, con il 14% di quota di mercato grazie alla nuova dirigenza al timone dell'azienda: manager di rilievo nazionale e internazionale come Jan Bennink, George Zarife, Francesco Miletto, Vittorio Carminati, Elio Leoni Sceti e altri. La Benckiser investì in innovazione tecnologica e in comunicazione, con oltre 60 miliardi di lire l'anno nei primi anni novanta, e venne modernizzato l'impianto di Mira. Gli organici furono ridotti a 850 dipendenti contro 1 500 del 1985, ma quel che restò della Mira Lanza costituì il cuore del know-how del settore detergenti della Benckiser e sopravvissero tutti i marchi Mira Lanza, tranne Biol, riconfermato come prodotto per il solo bucato a mano fino al 1996.
Nel frattempo anche lo stabilimento di Pontinia cessò la produzione e venne chiuso nel luglio del 1989. Da allora versa in uno stato di abbandono, nonostante la Benckiser, proprietaria della struttura, abbia invano avanzato nel passato diverse proposte di riconversione del sito.
Nel 1990 la Mira Lanza non venne più quotata alla Borsa valori di Milano.
Nel dicembre 1999 dalla fusione tra la "Reckitt & Colman" e la Benckiser nacque la Reckitt Benckiser e nel 2001 la società Mira Lanza e il suo logo vennero soppressi definitivamente, così come sparirono alcuni altri marchi.
Presso lo stabilimento di Mira è presente anche il "Centro Ricerche e Sviluppo" della Reckitt Benckiser. La sede amministrativa in Italia è a Milano mentre la sede principale della società è a Londra.

## Prodotti
Tra i prodotti più famosi ricordiamo Ava (detersivo per il bucato a mano e in lavatrice, è  disponibile anche come Ava ammorbidente negli anni ottanta e novanta), Lip (detersivo per il bucato a mano e in lavatrice per la lana e i capi delicati, che sopravvive oggi all'interno del marchio Lip Woolite), Kop (detersivo per il lavaggio dei piatti e prima degli anni '80 disponibile anche per il lavaggio dei pavimenti, dei vetri, per il lavaggio in lavastoviglie e anche come cera. In Italia è scomparso nel 2000, per poi tornare nel 2023 prodotto da In.Chi.Pla ), Biol (detersivo biologico per il bucato a mano e in lavatrice. Nel 1989 il prodotto per le lavatrici è stato soppresso dal commercio), Calinda (detersivo per superfici dure, ancora presente sul mercato), Perla (sapone da bucato che oggi sopravvive nei punti vendita come Ava Perla, a differenza degli altri saponi come Super Stella e Tre Corone oggi scomparsi dal mercato), Nix (detersivo per il lavaggio delle stoviglie ma anche dei tessuti, immesso in commercio per poi sparire ed essere rilanciato parecchie volte fino alla completa sparizione dopo il 1994), Lanza (detersivo disponibile per il lavaggio dei piatti e anche dei tessuti, noto per essere una linea di prodotti economici) Tres (detersivo per lavare in lavatrice i tessuti, venduto in sacchi, oggi incluso nella linea Lanza come "Lanza Tres") e i prodotti per l'igiene personale della linea Mira (non più in commercio a partire dal 1988).

## Figurine e omaggi
Le figurine disegnate a colori presenti nelle confezioni dei prodotti, sono state per anni una caratteristica fondamentale dell'azienda; tali figurine avevano un valore in punti (5-10-15-20-25-30-50-75-100) direttamente proporzionale alle dimensioni della confezione del prodotto sul quale esse si trovavano.
Le prime figurine, prodotte dal 1954 fino agli anni '60, di grande formato (69x47 mm), erano note come "donne al lavoro", in quanto raffiguravano massaie intente al lavoro domestico utilizzando i prodotti della ditta. Poi, nella prima metà degli anni '70, la serie dominante divenne quella detta "detersivi", perché a essere raffigurati erano solo i prodotti stessi; il formato delle figurine divenne anche più piccolo (47x34 mm). Dal 1976 al '79, la serie successiva fu "Calimero e i monumenti d'Italia" - di formato piccolo e poi grande - che raffigurava il pulcino protagonista dei caroselli con immagini di monumenti storici italiani. Ultima serie di figurine i "Viaggi dell'Olandesina", ancora di formato 69x47 mm, una piccola enciclopedia per disegni e testi con quattro tematiche: "Grande Nord", "Africa Nera", "Favoloso Islam", "India Misteriosa".
Queste figurine resistettero in tutti i prodotti Mira Lanza fino agli anni '80, ma a partire dal 1986 i fustini le regalavano ancora insieme ad omaggi (es. il gioiello a forma di foglia d'oro per Lip e l'orologio bracciale per Ava), ma un anno dopo, quando i fustini divennero a base rettangolare, queste resistettero per un periodo breve, ma poi sparirono e vennero sostituite da omaggi come: gli orologi Idra by Trussardi, all'interno di Ava, oppure da orologi a forma di personaggi Walt Disney e aeroplani, realizzabili con pochi mattoncini a incastro della Lego, all'interno di Lip (in compenso si trovavano ancora le ultime negli astucci di alcuni prodotti per poi essere tolte). Con il tempo la Mira Lanza tolse gradualmente le figurine dalle ultime confezioni, per arrivare al 1991 quando si trovavano solamente in Ava Bucato a Mano E2, Kop piatti polvere E2 ed E3 e Calinda, ma a partire dall'anno successivo non era più possibile trovarle nemmeno in questi ultimi prodotti.

## Mercato estero
La Mira Lanza esportava circa il 10% del suo fatturato, principalmente verso paesi dell'Est europeo. Continuano a esistere il marchio Lanza (7% di quota di mercato valore nella Repubblica Ceca, 0,5% in Russia), il marchio Perla (3,5% in Polonia), il marchio Kop (in Polonia), il marchio Ava (2,4% in Croazia) e infine il marchio Calinda (Romania, Russia...).